# 约翰·凡·罗恩
约翰·凡·罗恩 （Johannes Maria van Loen，1965年2月4日—），荷兰前职业足球运动员，退役前司职前锋。他曾入選荷蘭國家足球隊並出場七次，而且有一球進賬。他曾代表國家隊参加了1986年国际足联世界杯预选赛以及1990年在意大利舉行的1990年國際足協世界盃。